# Porsche-Diesel Motorenbau
La Porsche-Diesel-Motorenbau GmbH fu attiva dal 1956 al 1963 a Manzell sul lago di Costanza, come costruttore di  trattori agricoli con motore Diesel. L'idea di un trattore agricolo per il "popolo" risale al 1938, in periodo di nazionalsocialismo e a Stoccarda vennero approntati diversi prototipi.

## Storia
Per dotare i contadini tedeschi di mezzi motorizzati, nel 1937 Adolf Hitler con il Fronte tedesco del lavoro (Deutsche Arbeitsfront) incaricò Ferdinand Porsche di sviluppare dei trattori agricoli come „Volkstraktor“ trattori del popolo, allo stesso modo in cui venne ideata la autovettura del popolo Volkswagen (VW Käfer). L'aspettativa era di un veicolo economico, robusto, potente e producibile in serie. Con un raffreddamento ad aria e un motore in linea a due cilindri e la potenza di 8kW (11 CV) venne prodotto il primo esemplare nella fabbrica di Waldbröl. Con l'avvento della seconda guerra mondiale la fabbrica interruppe la produzione e si dedicò a veicoli speciali.
Il Porsche-Traktor fu la naturale conseguenza del Volkstraktor. Dopo la fine della guerra, nel 1950 assieme alla società di Uhingen Allgaier Werke GmbH, e dal 1956 con la collaborazione della Mannesmann, iniziò la produzione a Friedrichshafen. Nel 1962 venne creata la società con MAN Ackerdiesel e Porsche. Nel 1963  Porsche vende la società alla Renault. Verranno costruiti 120.000 Porsche-Traktor. Renault vendette poi la divisione trattori dal 2003 al 2008 alla tedesca Claas.
LA produzione di trattori dal 1961 fu di 16.000 esemplari, fino al 15 luglio 1963. La Mercedes-Benz Motorenbau GmbH, divisione della Daimler-Benz AG, acquisì gli impianti nel luglio 1963 della Porsche-Diesel-Motorenbau GmbH.

## Prodotti

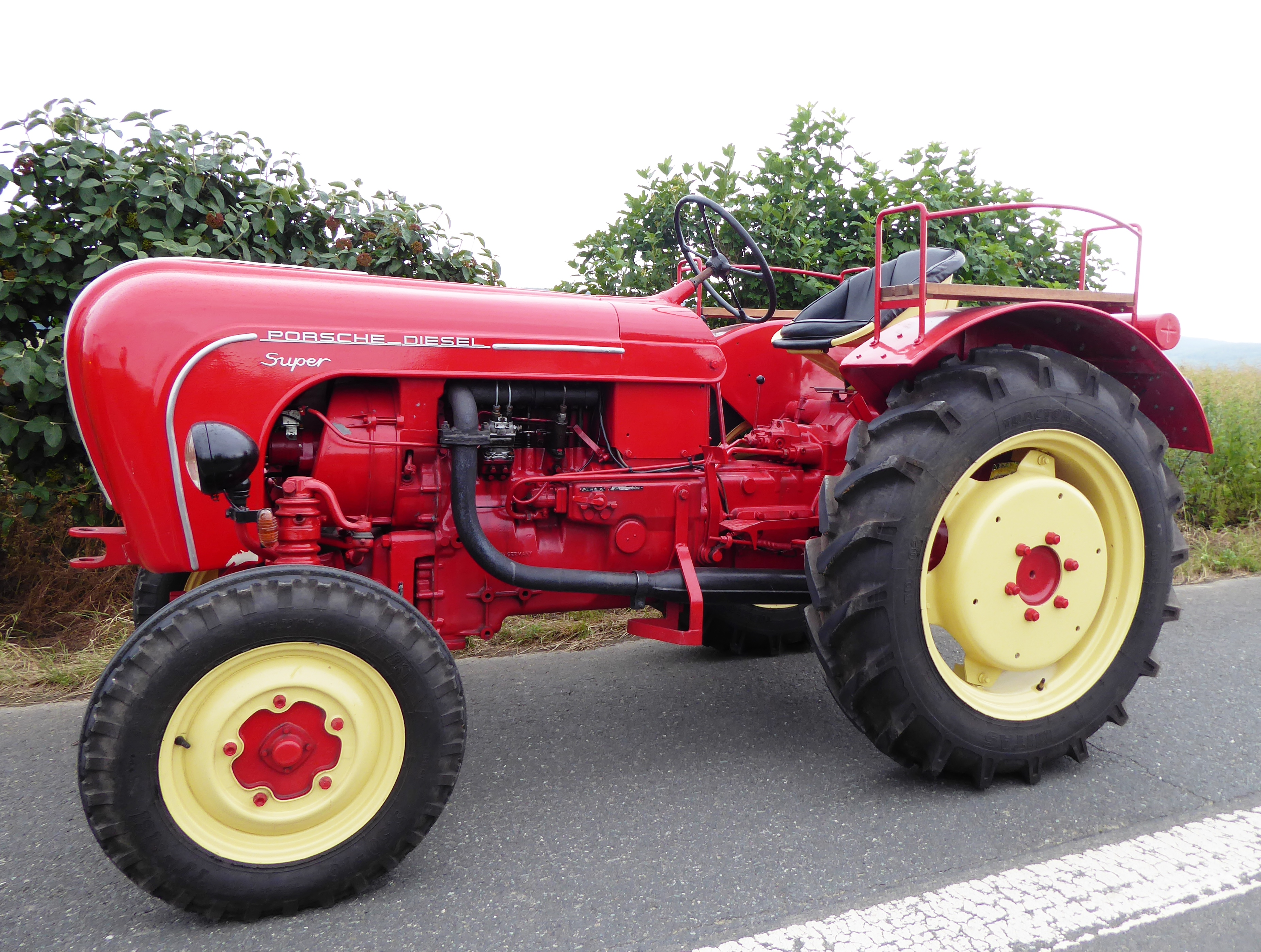
Trattore agricolo Porsche-Diesel Super

I prodotti costruiti furono trattori agricoli di diverse potenze. Vennero designati con una „A“ seguita da „P“.
Nel 1957 il primo fu denominato „Junior“ con motore monocilindrico, „Standard“ per i modelli a due cilindri e „Super“ per i modelli a tre cilindri. Nel 1958 seguì la serie „Master“ con motore a quattro cilindri.
Nel 1958 viene acquisita la società di trattori Normag-Zorge-Traktoren e nel 1963 viene venduta alla Renault..

### Monocilindrici "Junior"
| Tipo | Anno      | Peso        | Motore                          | Trasmissione                     | Pneumatici          | Foto |
| --- | --------- | ----------- | ------------------------------- | -------------------------------- | ------------------- | ---- |
| A 111 | 1956      | 890 kg      | Diesel raff. aria 12 PS 822 cm³ | Getrag 4 V / 4 R                 | a 4.00-15 p 8.00-24 |      |
| Dopo l'acquisizione della Allgaier-Werke prodotto fino a metà 1956, poi sostituito dal P 111.                       |           |             |                                 |                                  |                     |      |
| P 111 | 1956–1957 | 845 kg      | Diesel raff. aria 12 PS 822 cm³ | Getrag 4 V / 4 R                 | a 4.00-15 p 8.00-24 |      |
| Simile tecnicamente al A 111. Due modelli: P 111 K (corto) e P 111 L (lungo).                                       |           |             |                                 |                                  |                     |      |
| Junior 108 | 1957–1963 | 880–1020 kg | Diesel raff. aria 14 PS 822 cm³ | ZF Friedrichshafen A 4 6 V / 2 R | a 4.50-16 p 8.00-24 |      |
| Varianti: K (corto), L (lungo), KH (corto con PTO), LH (lungo con PTO), S (carreggiata ridotta) e V (semplificato). |           |             |                                 |                                  |                     |      |
| Junior 4 | 1958      | 845 kg      | Diesel raff. aria 14 PS 822 cm³ | Getrag 4 V / 4 R                 | a 4.50-16 p 8.00-24 |      |
| Anche designato 108-4, con ridotte a 4 rapporti, simile tecnicamente al P 111, serie speciale di 150 esemplari.     |           |             |                                 |                                  |                     |      |
| Junior 109 | 1961–1963 | 875–880 kg  | Diesel raff. aria 15 PS 875 cm³ | ZF Friedrichshafen A 4 6 V / 2 R | a 4.50-16 p 8.00-24 |      |
| Varianti: KH (corto con PTO), LH (lungo con PTO), S (carreggiata ridotta) e G (semplificato).                       |           |             |                                 |                                  |                     |      |

### Bicilindrici "Standard"
| Tipo                                                                                          | Anno      | Peso         | Motore                              | Trasmissione           | Pneumatici           | Foto |
| --------------------------------------------------------------------------------------------- | --------- | ------------ | ----------------------------------- | ---------------------- | -------------------- | ---- |
| AP 16                                                                                         | 1956      | 1115 kg      | Diesel raff. aria 16 PS 1374 cm³    | Getrag o ZF 5 V / 1 R  | a 4.5-16 p 8.00-24   |      |
| Dopo l'acquisizione della Allgaier-Werke prodotto fino a metà 1956, poi sostituito dal AP 18. |           |              |                                     |                        |                      |      |
| AP 18                                                                                         | 1956–1958 | 1255 kg      | Diesel raff. aria 18 PS 1531 cm³    | Getrag o ZF 5 V / 1 R  | a 4.60-16 p 8.00-24  |      |
| Successore del AP 16. Simile al AP 22, ma senza PTO e economico.                              |           |              |                                     |                        |                      |      |
| AP 22                                                                                         | 1956      | 1350 kg      | Diesel raff. aria 22 PS 1531 cm³    | Getrag o ZF 5 V / 1 R  | a 4.50-16 p 8.00-24  |      |
| Versioni: normale N e carreggiata ridotta S.                                                  |           |              |                                     |                        |                      |      |
| A 122                                                                                         | 1956      | 1250 kg      | Diesel raff. aria 22 PS 1644 cm³    | Getrag o ZF 5 V / 1 R  | a 5.00-16 p 10.00-28 |      |
| Dopo l'acquisizione della Allgaier-Werke prodotto fino a metà 1956, poi sostituito dal P 122. |           |              |                                     |                        |                      |      |
| P 122                                                                                         | 1956      | 1450 kg      | Diesel raff. aria 22 PS 1644 cm³    | Getrag o ZF 5 V / 1 R  | a 5.00-16 p 10.00-28 |      |
| Successore del A 122 da metà 1956, poi sostituito dal Standard 208.                           |           |              |                                     |                        |                      |      |
| Standard N 208                                                                                | 1957      | 1450 kg      | Diesel raff. aria 25 PS 1644 cm³    | Getrag o ZF 5 V / 1 R  | a 5.00-16 p 10.00-28 |      |
| Simile al P 122, sostituito dal Standard AP 218.                                              |           |              |                                     |                        |                      |      |
| Standard AP 218                                                                               | 1958–1963 | 1332–1347 kg | Diesel raff. aria 20/22 PS 1644 cm³ | Getrag o ZF 5 V / 1 R  | a 4.50-16 p 10-28    |      |
| Versioni: 20 e 22 PS. Anche con carreggiata ridotta S.                                        |           |              |                                     |                        |                      |      |
| Standard N 218                                                                                | 1958–1963 | 1347 kg      | Diesel raff. aria 25 PS 1644 cm³    | Getrag o ZF 5 V / 1 R  | a 4.50-16 p 10-28    |      |
| Anche come H con PTO, versione semplificata V e carreggiata ridotta S.                        |           |              |                                     |                        |                      |      |
| Standard T 217                                                                                | 1960–1962 | 1110 kg      | Diesel raff. aria 20 PS 1374 cm³    | Getrag G 408 8 V / 2 R | a 4.50-16 p 8-24     |      |
| Versione economica con più potenza della serie Junior, 6.800 esemplari costruiti.             |           |              |                                     |                        |                      |      |
| Standard Star 219                                                                             | 1960–1962 | 1510 kg      | Diesel raff. aria 30 PS 1750 cm³    | Deutz T 25 8 V / 2 R   | a 5.50-16 p 11-28    |      |
|                                                                                               |           |              |                                     |                        |                      |      |
| Standard Star 238                                                                             | 1961–1962 | 1340 kg      | Diesel raff. aria 26 PS 1629 cm³    | Deutz T 25 8 V / 2 R   | a 5.50-16 p 10-28    |      |
| Simile al Standard Star 219, con meno cilindrata e potenza.                                   |           |              |                                     |                        |                      |      |

### Tricilindrici "Super"
| Tipo | Anno      | Peso    | Motore                           | Trasmissione          | Pneuatici         | Foto |
| --- | --------- | ------- | -------------------------------- | --------------------- | ----------------- | ---- |
| A 133 | 1956      | 1840 kg | Diesel raff. aria 33 PS 2467 cm³ | Getrag o ZF 5 V / 1 R | a 5.50-16 p 10-28 |      |
| Dopo l'acquisizione della Allgaier-Werke prodotto fino a metà 1956, poi sostituito dal P 133.            |           |         |                                  |                       |                   |      |
| P 133 | 1956      | 1625 kg | Diesel raff. aria 33 PS 2467 cm³ | Getrag o ZF 5 V / 1 R | a 5.50-16 p 10-28 |      |
| Successore del A 133, sostituito dopo un annao dal Super 308.                                            |           |         |                                  |                       |                   |      |
| Super 308                                                                                                | 1957–1960 | 1618 kg | Diesel raff. aria 38 PS 2467 cm³ | Getrag o ZF 5 V / 1 R | a 5.50-16 p 10-28 |      |
| Varianti: N (normale), S (carreggiata ridotta) e L (lungo).                                              |           |         |                                  |                       |                   |      |
| Super B 308                                                                                              | 1957–1961 | 2460 kg | Diesel raff. aria 38 PS 2467 cm³ | Getrag o ZF 5 V / 1 R | a 5.00-20 p 13-30 |      |
| Concepito per edilizia versione del Super 308 in colore giallo.                                          |           |         |                                  |                       |                   |      |
| Super L 318                                                                                              | 1960      | 2000 kg | Diesel raff. aria 40 PS 2467 cm³ | ZF A 216 8 V / 4 R    | a 6.00-20 p 11-36 |      |
| Sostituito dal Super L 319.                                                                              |           |         |                                  |                       |                   |      |
| Super L 319                                                                                              | 1960–1963 | 2000 kg | Diesel raff. aria 40 PS 2625 cm³ | ZF A 216 8 V / 4 R    | a 6.00-20 p 11-36 |      |
| Successore del Super L 318 con motore migliorato.                                                        |           |         |                                  |                       |                   |      |
| Super 309                                                                                                | 1961–1963 | 1700 kg | Diesel raff.aria 40 PS 2625 cm³  | Getrag o ZF 5 V / 1 R | a 5.50-16 p 10-28 |      |
| successore del Super 308 con motore migliorato, N (normale), S (carreggiata ridotta) e V (esportazione). |           |         |                                  |                       |                   |      |
| Super B 309                                                                                              | 1961–1963 | 2580 kg | Diesel raff. aria 40 PS 2625 cm³ | Getrag o ZF 5 V / 1 R | a 7.50-18 p 13-30 |      |
| Successore del Super B 308.                                                                              |           |         |                                  |                       |                   |      |
| Super Export 329                                                                                         | 1961–1963 | 1585 kg | Diesel raff. aria 35 PS 2625 cm³ | Deutz T 25 8 V / 2 R  | a 6.50-16 p 11-28 |      |
| designato „Landbaumaschine“ con gamma accessori estesa.                                                  |           |         |                                  |                       |                   |      |
| Super 339                                                                                                | 1962      | 1585 kg | Diesel raff. aria 30 PS 2625 cm³ | Deutz T 25 8 V / 2 R  | a 5.50-16 p 10-28 |      |
| Prezzo ridotto del Super Export 329 con meno potenza.                                                    |           |         |                                  |                       |                   |      |

### Quadricilindrici "Master"
| Tipo | Anno            | Peso    | Motore                           | Trasmissione            | Pneumatici        | Foto |
| --- | --------------- | ------- | -------------------------------- | ----------------------- | ----------------- | ---- |
| A 144 | 1956            | 2235 kg | Diesel raff. aria 44 PS 3288 cm³ | ZF A 17 6 V / 1 R       | a 6.00-20 p 13-30 |      |
| Dopo l'acquisizione della Allgaier-Werke prodotto fino a metà 1956, poi sostituito dal P 144.            |                 |         |                                  |                         |                   |      |
| P 144 | 07/1956–03/1958 | 2235 kg | Diesel raff.aria 44 PS 3288 cm³  | ZF A 17 6 V / 1 R       | a 6.00-20 p 13-30 |      |
| Come il A 144. Pochi esemplari prodotti, sostituito dal Master 408.                                      |                 |         |                                  |                         |                   |      |
| Master 408                                                                                               | 03/1958–1960    | 2450 kg | Diesel raff. aria 50 PS 3288 cm³ | ZF A 20/18 II 7 V / 1 R | a 6.00-20 p 13-30 |      |
| Successore del P 144. Poche vendite.                                                                     |                 |         |                                  |                         |                   |      |
| Master 418                                                                                               | 4/1960–12/1960  | 2100 kg | Diesel raff. aria 50 PS 3288 cm³ | ZF A 216 8 V / 4 R      | a 6.00-20 p 13-30 |      |
| ca. 800 esemplari prodotti.                                                                              |                 |         |                                  |                         |                   |      |
| Master 419                                                                                               | 12/1960–1963    | 2100 kg | Diesel raff. aria 50 PS 3500 cm³ | ZF A 216 8 V / 4 R      | a 6.00-20 p 13-30 |      |
| Attrezzatura estesa del Master 418, motore cilindrata maggiorata e più numero di giri.                   |                 |         |                                  |                         |                   |      |
| Master 428                                                                                               | 1961            | 1888 kg | Diesel raff. aria 50 PS 3289 cm³ | ZF o Getrag 5 V / 1 R   | a 6.00-20 p 13-30 |      |
| Varianti: N (normale), V (esportazione) e S (carreggiata ridotta). Versione Master 429 con altro motore. |                 |         |                                  |                         |                   |      |
| Master 429                                                                                               | 1961–1962       | 1788 kg | Diesel raff. aria 50 PS 3500 cm³ | ZF o Getrag 5 V / 1 R   | a 6.00-20 p 13-30 |      |
| N (normale) e V (esportazione).                                                                          |                 |         |                                  |                         |                   |      |
| Master 409                                                                                               | 1962–1963       | 2575 kg | Diesel raff. aria 50 PS 3500 cm³ | ZF A 20/18 II 7 V / 1 R | a 6.00-20 p 13-30 |      |
| ca. 50 esemplari prodotti.                                                                               |                 |         |                                  |                         |                   |      |